# Жулиу-ди-Кастильюс
Жулиу-ди-Кастильюс (порт. Júlio de Castilhos)  —  муниципалитет в Бразилии, входит в штат Риу-Гранди-ду-Сул. Составная часть мезорегиона Западно-центральная часть штата Риу-Гранди-ду-Сул. Входит в экономико-статистический  микрорегион Сантиагу. Население составляет 21 011 человек на 2006 год. Занимает площадь 1 929,383 км². Плотность населения — 10,9 чел./км².

## История
Город основан 14 июля 1891 года. 

## Статистика
- Валовой внутренний продукт на 2003 составляет R$249.636.093,00 реалов (данные: Бразильский институт географии и статистики).
- Валовой внутренний продукт на душу населения на 2003 составляет R$12.060,30 реалов (данные: Бразильский институт географии и статистики).
- Индекс развития человеческого потенциала на 2000 составляет 0,804 (данные: Программа развития ООН).